# 100-Yards-Lauf
Der 100-Yards-Lauf ist eine Leichtathletik-Sprintdisziplin über 100 Yards (91,44 Meter). Er war bis 1970 Teil der Commonwealth Games und wurde 1904 in den olympischen Dreikampf der Männer aufgenommen. Bei internationalen Wettkämpfen wird er im Allgemeinen nicht mehr ausgetragen, sondern durch den 100-Meter-Lauf (109,36 Yards) ersetzt. In den Vereinigten Staaten wurde er jedoch noch gelegentlich bei bestimmten Wettkämpfen ausgetragen, zuletzt 1975 bei den NCAA-Meisterschaften. Der US-amerikanische Politiker Walter Halben Butler (1852–1931) gilt als der erste Läufer, der den Lauf unter 10 Sekunden absolvierte.